# Epson HX-20
L'Epson HX-20 può essere considerato il primo computer portatile vero e proprio.
Fu presentato nel novembre 1981, ma le vendite iniziarono nel 1983.
Ha le dimensioni di un foglio A4 e pesa circa 1,6 kg. È dotato di tastiera, un display LCD da 120x32 pixel, una piccola stampante ad aghi (simile a quelle delle calcolatrici da tavolo); è alimentato da accumulatori nichel-cadmio.
L’elaborazione è affidata a due processori Hitachi con velocità di 0,6 MHz, presenta nel retro una porta RS-232 per la stampante.
Era l'unico sistema a quel tempo a essere dotato di un registratore a microcassette. Il registratore a nastro poteva essere sostituito da una cartuccia ROM.
È oggi considerato un oggetto di grande valore tra gli appassionati di retrocomputing.